# 다테 나리쿠니

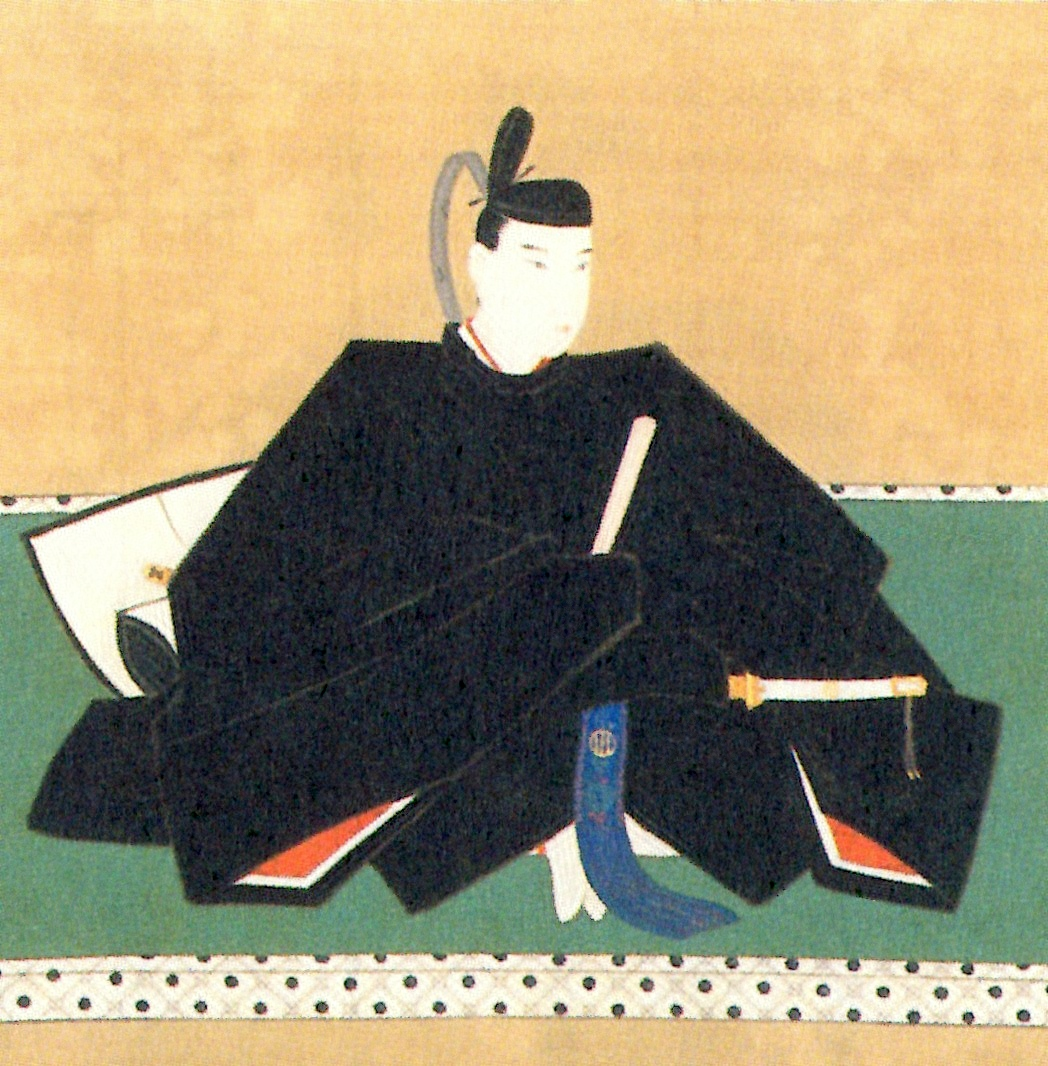
다테 나리쿠니

다테 나리쿠니(일본어: 伊達斉邦, 1817년 11월 6일 ~ 1841년 9월 9일)는 일본 에도 시대의 다이묘로, 센다이번의 12대 번주이다. 어릴적 이름은 고고로(幸五郎), 도자부로(藤三郎), 소지로(総次郎) 등이며, 성인이 된 이후 처음 이름은 무네노리(宗礼)였다가 나중에 나리쿠니로 개명하였다. 관위는 종4위상, 무쓰노카미이다.
센다이 번의 5대 번주 다테 요시무라의 여덟째 아들인 무라요시의 손자 다테 무네미쓰의 맏아들로 태어났다. 분세이 10년, 11대 번주 다테 나리요시가 사망하였을 때, 나리요시의 친아들 요시쿠니가 아직 어렸기 때문에, 나리쿠니가 나리요시의 딸과 혼인함으로써 양자가 되어 번주직에 올랐다. 학문을 좋아하였고, 오쓰키 세이준에게 새 요곡(謠曲)을 만들게 하는 등 문학 면에서의 공적이 크다. 덴포 12년(1841년), 25세의 나이로 사망하였고, 선대 번주의 친아들이자 의붓형제인 요시쿠니가 그 뒤를 이었다.
| 전임 다테 나리요시 | 제12대 센다이번 번주 1828년 ~ 1841년 | 후임 다테 요시쿠니 |